# چارلز مور
چارلز ویلارد مور (به انگلیسی: Charles Willard Moore) متولد میشیگان، معمار پرآوازه فرانوگرایی آمریکایی قرن بیستم بود.
Piazza d'Italia در لوئیزیانا از معروفترین آثار اوست.
مور دانش‌آموخته دانشگاه میشیگان و دکترای دانشگاه پرینستون بود. او استاد دانشگاه تگزاس در آستین بود.